# Білохвостий колібрі
Білохвостий колі́брі (Urochroa) — рід серпокрильцеподібних птахів родини колібрієвих (Trochilidae). Представники цього роду мешкають в Андах.

## Види
Виділяють два види:
- Колібрі білохвостий (Urochroa bougueri)
- Колібрі зеленоспинний (Urochroa leucura)[5]

## Етимологія
Наукова назва роду Urochroa походить від сполучення слів дав.-гр. ουρα — хвіст і χροα — колір.